# Uhlenhof (Templin)
Uhlenhof war ein Vorwerk auf der Gemarkung von Herzfelde, einem Ortsteil der Stadt Templin im Landkreis Uckermark (Brandenburg). Es entstand vor 1882 und wurde nach 1960 abgerissen.

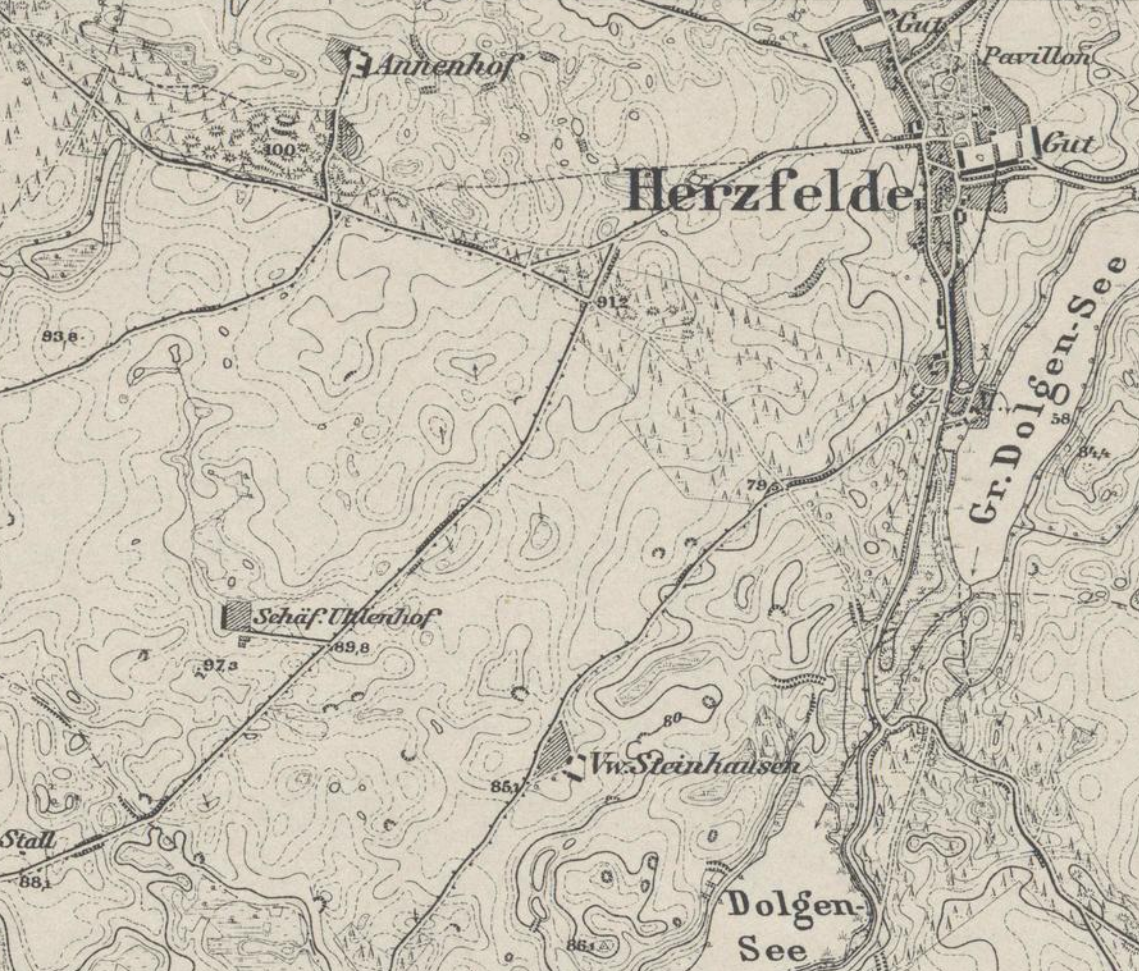
Herzfelde mit den Vorwerken Annenhof, Uhlenhof und Steinhausen

## Lage
Uhlenhof lag 2,2 km südwestlich von Herzfelde, etwas westlich der heutigen K7326 von Klosterwalde nach Herzfelde. Das Gehöft gehörte zur Gemarkung von Herzfelde.

## Geschichte
Wie der Annenhof auf der Gemarkung von Herzfelde gehörte der Uhlenhof um 1900 zum Gemeindebezirk Herzfelde, während das Vorwerk Steinhausen zum Gutsbezirk Herzfelde gehörte und das Vorwerk Wiedebusch einen eigenen Gutsbezirk bildete. Der Uhlenhof gehörte ursprünglich zum Gut Herzfelde, das zum Gemeindebezirk gehörte, während das Rittergut Herzfelde einen eigenen Gutsbezirk, den Gutsbezirk Herzfelde bildete.
Der Uhlenhof ist erstmals 1885 belegt. 1885 gehörte Herzfelde Gut dem Robert Wendlandt (im Gegensatz zu Herzfelder Rittergut), der Uhlenhof hatte damals 16 Einwohner, die in einem Wohnhaus lebten. Herzfelde Gut hatte damals eine Gesamtwirtschaftsfläche von 257 Hektar, davon 248 Hektar Acker, 6 Hektar Wiesen und 3 Hektar Hutung (Weiden). Der Grundsteuerreinertrag belief sich auf 2208 Mark. Im Messtischblatt 2847 Templin von 1884 mit Nachträgen bis 1911 ist der Uhlenhof als Schäferei bezeichnet.
1896 wird Herzfelde Gut ausdrücklich mit Vorwerk Uhlenhof genannt. Der Besitzer war Rudolf Aue, ein Geheimrat in Dessau. Das Gut maß nun schon 315,27 Hektar, davon 291,47 Hektar Acker und 13,80 Hektar Wiesen. Der Grundsteuerreinertrag war auf 3192 Mark festgesetzt. Als Besonderheit des Betriebs ist die Zucht von Yorkshire-Schweinen vermerkt. Für 1903 ist vermerkt, dass Rudolf Aue den Betrieb von einem Administrator Telschow verwalten ließ. 1907 ist der Besitzer von Herzfelde Gut ein gewisser Callies in Herzfelde. Bis 1910 hatte der Besitzer schon wieder gewechselt; er hieß nun Max Pautsch. Der Uhlenhof ist wieder explizit genannt, jedoch nicht separat angegeben. Die Größe kann jedoch aus der Differenz zur nächsten Angabe der Gesamtgröße  berechnet werden. 1910 hatte Herzfelde Gut noch eine Größe von 315 Hektar. Bis 1914 hatte Max Pautsch den Uhlenhof an den Besitzer des Rittergutes Herzfelde Max Francke verkauft. Das Restgut Herzfelde Gut hatte jetzt nur noch eine Größe von 167 Hektar, davon 153 Hektar Acker und 14 Hektar Wiesen. Der Grundsteuerreinertrag betrug noch 2014 Mark. Demnach hatte der Uhlenhof eine Fläche von 148 Hektar. 1929 bewirtschaftete Max Francke nicht nur das Rittergut Herzfelde mit dem Vorwerk Steinhausen und den Uhlenhof, sondern hatte auch noch den Annenhof auf der Gemarkung Herzfelde hinzu gekauft.
In der Bodenreform von 1946 waren alle großen Güter auf der Gemarkung Herzfelde enteignet und aufgeteilt worden.